# Josef Schneider (Skilangläufer)

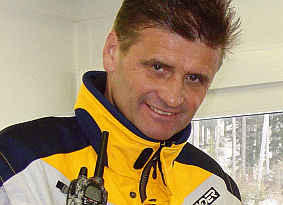
Josef Schneider (2011)

Josef „Sepp“ Schneider (* 26. Dezember 1957 in Palmberg) ist ein ehemaliger deutscher Skilangläufer und heutiger Biathlontrainer und Unternehmer. Er war 19-facher deutscher Skilanglaufmeister, zweifacher Olympiateilnehmer und nahm viermal an Nordischen Skiweltmeisterschaften teil.

## Leben
Schneider trat im Jugendalter dem TSV Grafenau bei und begann dort mit dem Skilanglauf. Er wurde in den Nachwuchskader und später in den A-Kader des deutschen Skiverbandes im Skilanglauf berufen. Er startete regelmäßig im Weltcup, gewann er in seiner Karriere 19 mal eine Deutsche Meisterschaft und war vierfacher Weltmeisterschafts- (1978 Lahti, 1982 Oslo, 1985 Seefeld in Tirol, 1987 Oberstdorf) sowie zweifacher Olympiateilnehmer (1980 Lake Placid und 1984 Sarajevo). Nach der Karriere arbeitete er ein Jahr als Co-Trainer von Jochen Behle bei der deutschen Skianglauf-Nationalmannschaft.
Nach dem Ausstieg aus dem aktiven Skileistungssport gründete Josef Schneider 1992 eine Ski- und Snowboardschule am Geißkopf sowie eine Firma, die verschiedene Outdoor-Aktivitäten anbietet. 
Schneider ist ehrenamtlich als sportlicher Leiter Biathlon im Skiverband Bayerwald und Stützpunktleiter des Landesleistungszentrums im Hohenzollern Skistadion am Arber tätig. Er ist zudem Wettkampfleiter der dort stattfindenden Sportveranstaltungen, darunter die Biathlon-Europameisterschaften 2006 und 2022 sowie jährliche IBU-Cups.
Seit 2024 ist Schneider als Nachfolger von Norbert Baier ehrenamtlicher Wettkampfbeauftragter des Deutschen Skiverbands für den Biathlon-Deutschlandpokal.